# Ho-Pin Tung

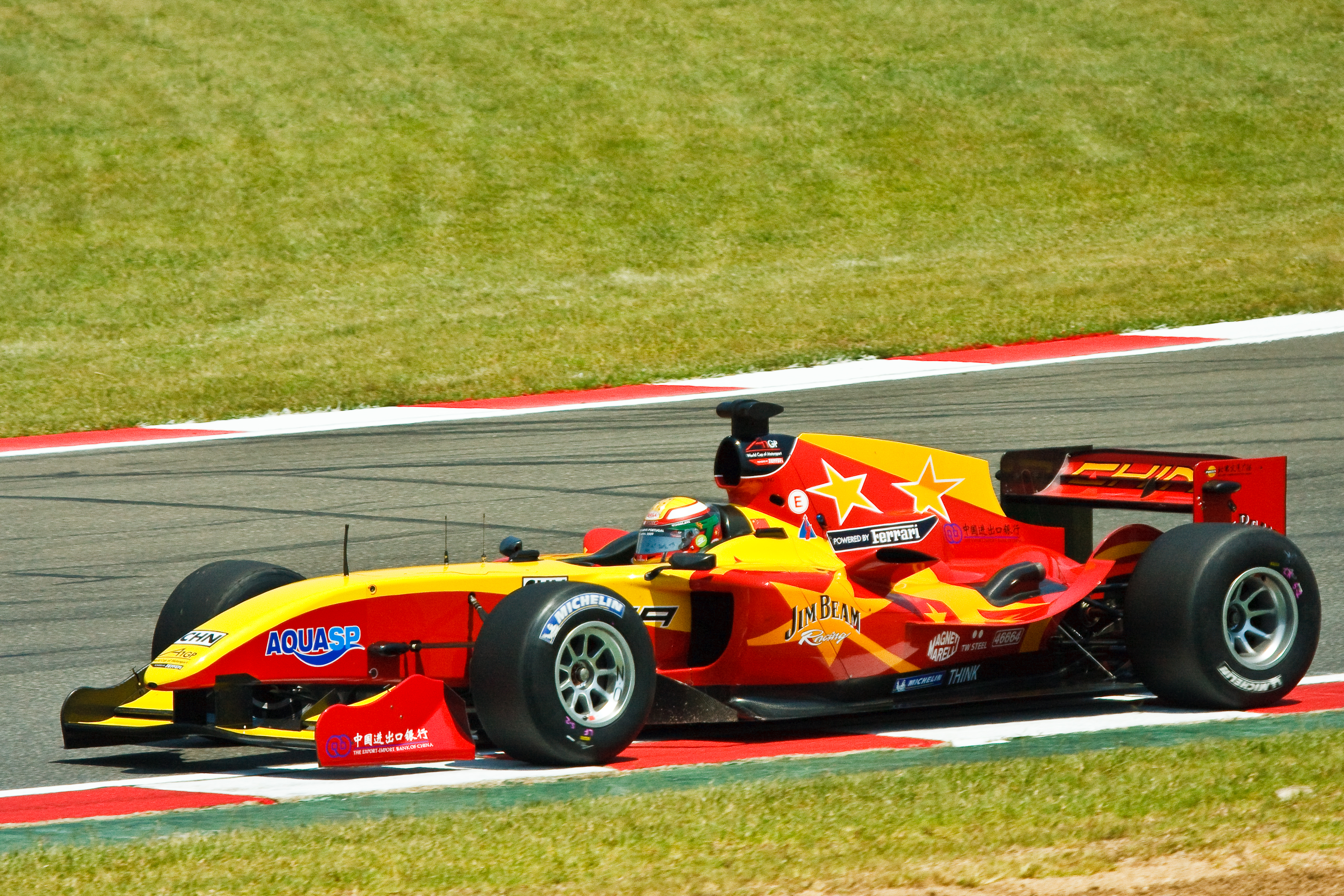
Ho-Pin Tung in der A1GP-Serie

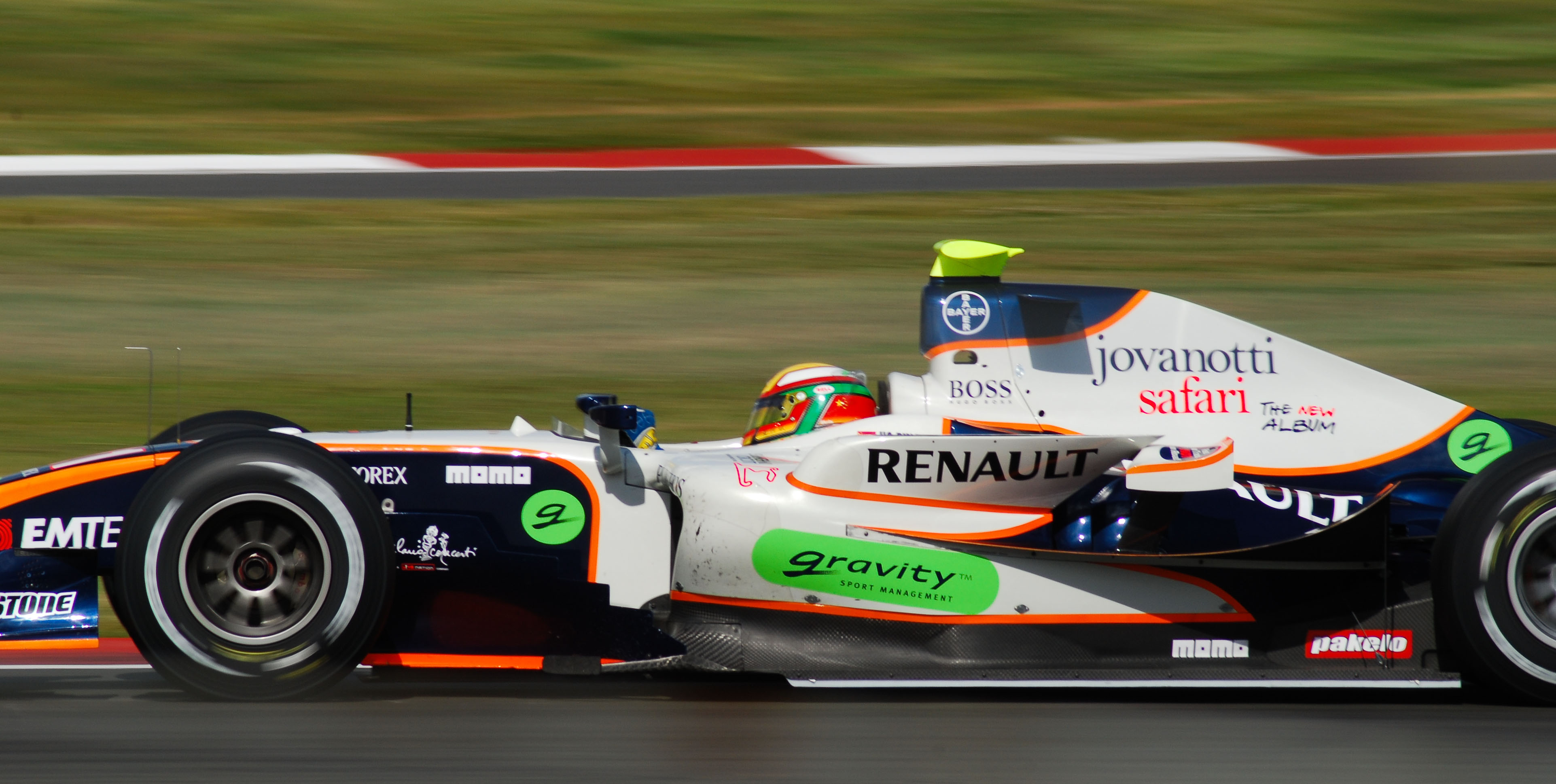
Tung in der GP2-Serie 2008

Ho-Pin Tung (chinesisch 董荷斌, Pinyin Dǒng Hébīn; * 4. Dezember 1982 in Velp, Niederlande) ist ein ehemaliger chinesisch-niederländischer Automobilrennfahrer. Er wurde 2006 Meister der deutschen Formel 3. 2007, 2008 und 2010 trat er in der GP2-Serie an.

## Karriere
Tung begann 1997 in den Niederlanden seine Motorsportkarriere im Kartsport. Nachdem er bereits 2001 und 2002 in der niederländischen und der Benelux Formel Ford Erfahrungen im Formelsport gesammelt hatte, wechselte er 2003 in die asiatische Formel BMW und wurde dominant Meister. Tung gewann zehn von 14 Rennen und stand nur bei einem Rennen nicht auf dem Podest. Als Belohnung für seinen Titelgewinn nahm er an einer Formel-1-Testfahrt des Williams-Teams teil. 2004 wechselte Tung in den deutschen Formel-3-Cup. Nachdem er in seiner ersten Saison den siebten Gesamtrang belegt hatte, gewann er 2005 zwei Rennen und wurde Dritter in der Gesamtwertung. In seiner dritten Saison entschied Tung 2006 den Meistertitel mit neun Siegen für sich.
Anfang 2007 startete er bei mehreren Rennen der Saison 2006/07 in der A1GP-Serie, wobei er in Sydney als erster Chinese den Sprung auf das Podium schaffte. Im gleichen Jahr fuhr er in der GP2-Serie für BCN Competición. In Spa-Francorchamps holte er seine ersten Punkte mit Platz acht im Haupt- und Platz vier im Sprintrennen. Er beendete die Saison auf dem 23. Platz der Fahrerwertung.
2008 wechselte Tung zu Trident Racing, für die er zunächst in der neugeschaffenen GP2-Asia-Serie an den Start ging. Er schloss die Saison auf dem 21. Gesamtrang ab. Mit 1 zu 3 Punkten unterlag er seinem Teamkollegen Harald Schlegelmilch. In der regulären GP2-Serie blieb er bei Trident und bestritt seine zweite Saison an der Seite von Mike Conway. Seine einzigen Punkte erzielte Tung beim Rennwochenende in Monte Carlo. Nachdem er im Hauptrennen den siebten Platz belegt hatte, wurde er im Sprintrennen hinter Conway Zweiter und bescherte dem Team einen Doppelsieg. Am Saisonende lag er auf dem 18. Platz im Gesamtklassement. Mit 7 zu 20 Punkten unterlag er intern Conway. Außerdem bestritt er einige GT-Rennen in der International GT Open.
In der Saison 2008/09 startete Tung erneut in die A1GP-Serie und erzielte die einzigen Punkte für das chinesische A1 Team, das am Saisonende den 18. Platz in der Gesamtwertung belegte. Anschließend wechselte er in die Superleague Formula und begann die Saison 2009 für das Team von Atlético Madrid. Nachdem er in Zolder als Zweiter auf dem Podest gestanden hatte, wechselte er nach drei Rennwochenenden zum Team von Galatasaray Istanbul und gewann das letzte Saisonrennen in Jarama.
In der Formel-1-Saison 2010 war Tung der offizielle Ersatzfahrer des Renault-Teams. Außerdem ging er zunächst zusammen mit seinem Renault-Testfahrer-Kollegen Jérôme D’Ambrosio für DAMS in der Saison 2010 der GP2-Serie an den Start. Beim Rennen auf dem Hungaroring kollidierte er mit Jules Bianchi. Beide Piloten mussten mit Frakturen am Lendenwirbel ins Krankenhaus. Während bei Bianchi eine Operation erforderlich war, musste Tungs Verletzung nicht operiert werden. Er fiel allerdings im Gegensatz zu Bianchi für zwei Rennwochenenden aus. Nachdem er ursprünglich auch das letzte Rennwochenende auslassen sollte, kehrte er als Vertretung für den erkrankten Christian Vietoris für Racing Engineering in die GP2-Serie zurück. Am Ende der Saison belegte er punktelos den 28. Gesamtrang. Tung hielt mit keinem seiner Teamkollegen mit. 2011 blieb Tung Testfahrer bei Renault. Darüber hinaus erhielt Tung für zwei Rennen ein IndyCar-Cockpit bei Dragon Racing. Nachdem er sich bei einem Unfall im Qualifying zum Indianapolis 500 eine Gehirnerschütterung zugezogen hatte, durfte er keine weiteren Qualifikationsrunden absolvieren und qualifizierte sich nicht. Er debütierte schließlich in Sonoma. Außerdem nahm er in dieser Saison an einer Veranstaltung der Superleague Formula teil. Er startete für das von DeVillota.com Motorsport betreute Team China und ein zehnter Platz war sein bestes Resultat. Darüber hinaus bestritt Tung 2011 vier Rennen für das Exim Bank Team China in der FIA-GT1-Weltmeisterschaft.
2012 wechselte Tung in den asiatischen Porsche Carrera Cup. Mit drei Podest-Platzierungen erreichte er den fünften Gesamtrang. 2013 blieb Tung im asiatischen Porsche Carrera Cup und gewann ein Rennen. Er beendete die Saison erneut auf dem fünften Platz im Gesamtklassement. Außerdem absolvierte er Langstreckenrennen. Für KCMG trat er erstmals zum 24-Stunden-Rennen von Le Mans an. Mit OAK Racing nahm er an drei von vier Rennen der neugegründeten Asian Le Mans Series (AsLMS) teil. Dabei gewann er zwei Rennen und wurde Dritter in der Fahrerwertung. 2014 war Tung als Langstrecken-Fahrer bei OAK Racing unter Vertrag. Er bestritt drei Rennen der neugegründeten United SportsCar Championship sowie das 24-Stunden-Rennen von Le Mans. In der AsLMS war er OAK-Stammpilot. Er gewann alle vier Rennen und gewann die Meisterschaft zusammen mit seinem Teamkollegen David Cheng. Außerdem fuhr er erneut im asiatischen Porsche Carrera Cup. Darüber hinaus trat Tung 2014/15 in der neugegründeten FIA-Formel-E-Meisterschaft für das von Campos Grand Prix betreute Team China Racing an. Wegen Terminüberschneidungen ging er einmal nicht an den Start. Nach dem vierten Rennen verlor er sein Cockpit.

## Statistik

### Karrierestationen
| - 1997–2000: Kartsport - 2001: Niederländische Formel Ford - 2001: Benelux Formel Ford - 2002: Niederländische Formel Ford - 2002: Benelux Formel Ford - 2003: Asiatische Formel BMW (Meister) - 2004: Deutscher Formel-3-Cup (Platz 7) - 2005: Deutscher Formel-3-Cup (Platz 3) - 2006: Deutscher Formel-3-Cup (Meister) - 2007: A1GP - 2007: GP2-Serie (Platz 23) | - 2007: Formel 1 (Testfahrer) - 2008: GP2-Asia-Serie (Platz 21) - 2008: GP2-Serie (Platz 18) - 2008: International GT Open (Platz 24) - 2009: A1GP - 2009: Superleague Formula - 2009: Formel 1 (Testfahrer) - 2010: GP2-Serie (Platz 28) - 2010: Formel 1 (Testfahrer) - 2011: Superleague Formula - 2011: IndyCar Series (Platz 45) | - 2011: FIA-GT1-WM - 2011: Formel 1 (Testfahrer) - 2012: Asiatischer Porsche Carrera Cup (Platz 5) - 2013: Asiatischer Porsche Carrera Cup (Platz 5) - 2013: AsLMS, LMP2 (Platz 3) - 2014: AsLMS, LMP2 (Meister) - 2014: USCC, Prototype (Platz 27) - 2014: Asiatischer Porsche Carrera Cup (Platz 5) - 2015: Formel E (Platz 26) - 2015: Asiatischer Porsche Carrera Cup (Platz 4) - 2015: GT Asia Series (Platz 51) |

### Einzelergebnisse in der IndyCar Series
| Jahr | Team          | 1   | 2   | 3   | 4   | 5    | 6   | 7   | 8   | 9   | 10  | 11  | 12  | 13  | 14  | 15  | 16  | 17  | 18  | Punkte | Rang |
| ---- | ------------- | --- | --- | --- | --- | ---- | --- | --- | --- | --- | --- | --- | --- | --- | --- | --- | --- | --- | --- | ------ | ---- |
| 2011 | Dragon Racing | STP | ALA | LBH | SAO | INDY | TXS | TXS | MIL | IOW | TOR | EDM | MDO | NHA | SNM | BAL | MOT | KTY | LSV | 10     | 45.  |
| 2011 | Dragon Racing |     |     |     |     | DNQ  |     |     |     |     |     |     |     |     | 27  |     |     |     |     | 10     | 45.  |

(Legende)

### Einzelergebnisse in der FIA-Formel-E-Meisterschaft
| Jahr    | Team         | 1   | 2   | 3   | 4   | 5   | 6   | 7   | 8   | 9   | 10  | 11  | Punkte | Rang |
| ------- | ------------ | --- | --- | --- | --- | --- | --- | --- | --- | --- | --- | --- | ------ | ---- |
| 2014/15 | China Racing | BEI | PUT | PUN | BUE | MIA | LBH | MON | BER | MOS | LON | LON | 0      | 26.  |
| 2014/15 | China Racing | 16  | 11  |     | 11  |     |     |     |     |     |     |     | 0      | 26.  |

| Legende                      | Legende       | Legende                                                                 |
| Farbe                        | Abkürzung     | Bedeutung                                                               |
| ---------------------------- | ------------- | ----------------------------------------------------------------------- |
| Gold                         | —             | Sieger                                                                  |
| Silber                       | —             | 2. Platz                                                                |
| Bronze                       | —             | 3. Platz                                                                |
| Grün                         | —             | Platzierung in den Punkten                                              |
| Blau                         | —             | Klassifiziert außerhalb der Punkteränge                                 |
| Violett                      | DNF           | Rennen nicht beendet                                                    |
| Violett                      | NC            | nicht klassifiziert                                                     |
| Rot                          | DNQ           | nicht qualifiziert                                                      |
| Schwarz                      | DSQ           | disqualifiziert                                                         |
| Weiß                         | DNS           | nicht am Start                                                          |
| Weiß                         | WD            | zurückgezogen                                                           |
| Weiß                         | C             | Rennen abgesagt                                                         |
| Blanko                       |               | nicht teilgenommen                                                      |
| Blanko                       | DNP           | gemeldet, aber nicht teilgenommen                                       |
| Blanko                       | INJ           | verletzt oder krank                                                     |
| Blanko                       | EX            | ausgeschlossen                                                          |
| sonstige Formate und Zeichen | P/fett        | Pole-Position                                                           |
| sonstige Formate und Zeichen | kursiv        | Schnellste Rennrunde (ab 2017/18: Schnellste Rennrunde der ersten Zehn) |
| sonstige Formate und Zeichen | unterstrichen | Führender in der Gesamtwertung                                          |
| sonstige Formate und Zeichen | °             | FanBoost                                                                |
| sonstige Formate und Zeichen | *             | nicht im Ziel, aufgrund der zurückgelegten Distanz aber gewertet        |
| sonstige Formate und Zeichen | ( )           | Streichresultat                                                         |

### Le-Mans-Ergebnisse
| Jahr | Team                  | Fahrzeug     | Teamkollege       | Teamkollege          | Platzierung            | Ausfallgrund |
| ---- | --------------------- | ------------ | ----------------- | -------------------- | ---------------------- | ------------ |
| 2013 | KCMG                  | Morgan LMP2  | Matthew Howson    | Alexandre Imperatori | Ausfall                | Defekt       |
| 2014 | OAK Racing            | Ligier JS P2 | David Cheng       | Adderly Fong         | Rang 11                |              |
| 2015 | Pegasus Racing        | Morgan LMP2  | David Cheng       | Léo Roussel          | Rang 19                |              |
| 2016 | Baxi DC Racing Alpine | Alpine A460  | David Cheng       | Nelson Panciatici    | Ausfall                | Unfall       |
| 2017 | Jackie Chan DC Racing | Oreca 07     | Thomas Laurent    | Oliver Jarvis        | Rang 2 und Klassensieg |              |
| 2018 | Jackie Chan DC Racing | Oreca 07     | Stéphane Richelmi | Gabriel Aubry        | Rang 10                |              |
| 2019 | Jackie Chan DC Racing | Oreca 07     | Stéphane Richelmi | Gabriel Aubry        | Rang 7                 |              |
| 2020 | Jackie Chan DC Racing | Oreca 07     | Will Stevens      | Gabriel Aubry        | disqualifiziert        |              |